# NGC 7609
NGC 7609 est une vaste galaxie lenticulaire (?) située dans la constellation de Pégase. NGC 7609 a été découverte par l'astronome allemand Albert Marth en 1864.

## Description
Sa vitesse par rapport au fond diffus cosmologique est de 11 515 ± 35 km/s, ce qui correspond à une distance de Hubble de 169,8 ± 11,9 Mpc (∼554 millions d'al).
NGC 7609 forme une paire de galaxies en interaction gravitationnelle avec PGC 71077. Par ailleurs, la base de données NASA/IPAC considère NGC 7609 comme étant la paire de galaxies en elle-même et désigne la galaxie décrite dans cet article sous la cote NGC 7609 NED01,. La paire figure dans l'atlas des galaxies particulières d'Halton Arp sous la cote Arp 150.
En raison d'une brillance de surface égale à 14,59 mag/am2, on peut qualifier NGC 7609 de galaxie à faible brillance de surface (LSB en anglais pour low surface brightness). Les galaxies LSB sont des galaxies diffuses (D) avec une brillance de surface inférieure de moins d'une magnitude à celle du ciel nocturne ambiant.

## Supernova
La supernova SN 1973 a été découverte dans NGC 7609 le 8 juin 1973. Le type de cette supernova n'a pas été déterminé.

## Galaxies en interaction
L'image du relevé SDSS et celle du télescope spatial Hubble montrent que NGC 7609 est en train d'absorber l'un des bras spiraux de la galaxie spirale voisine, PGC 71077. Une étude publiée en 1998 mentionne également la présence d'un bulbe galactique double pour la galaxie spirale.
La paire en interaction s'accompagne sur la sphère céleste des galaxies PGC 71074 et PGC 71080. Ces quatre galaxies forment un groupe compact de galaxies (voir plus bas), mais seules trois sont en réalité situées dans une même région de l'espace. La distance de Hubble de la quatrième, PGC 71080, est égale à 111,66 ± 7,83 Mpc (∼364 millions d'al), ce qui signifie qu'elle est située beaucoup plus proche de nous et qu'elle ne possède donc aucun lien physique avec le reste du groupe.

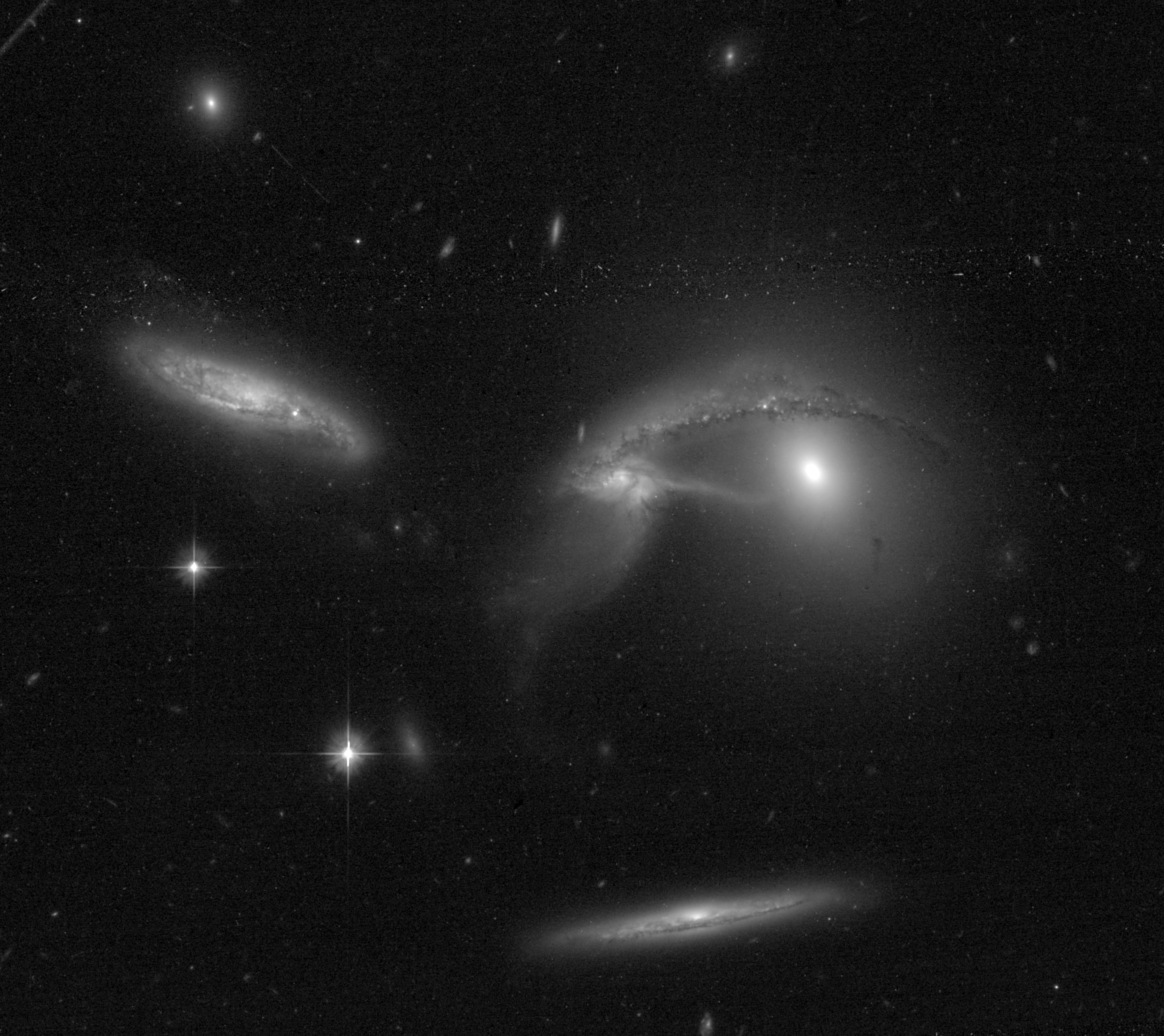
NGC 7609 (galaxie la plus brillante) par le télescope spatial Hubble.

## Groupe compact de Hickson 95
NGC 7609 est membre du groupe compact de Hickson 95 (HCG 95). Ce groupe de galaxies compte au total quatre galaxies. Les trois autres galaxies du groupe sont PGC 71080 (HCG 95B), PGC 71077 (HCG 095C) et PGC 71074 (HCG 095D).

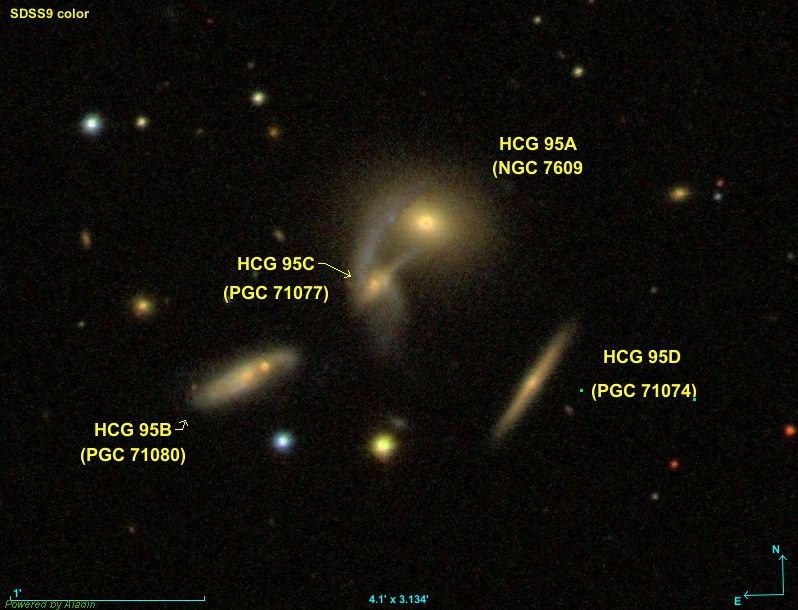
Les quatre galaxies du groupe compact de Hickson 95